# 济渡乡
济渡乡，是中华人民共和国四川省南充市蓬安县曾经下辖的一个乡。2019年10月，撤销海田乡、天成乡、济渡乡，将其所属行政区域划归兴旺镇管辖。

## 行政区划
济渡乡撤销前下辖以下地区：
马鞍山村、小深沟村、石山包村、土桥村、洋驴滩村、帽盒山村、代家寨村、乌鸦嘴村、土地坝村和涧槽沟村。